# Henri Edgeworth de Firmont
Pour les articles homonymes, voir Edgeworth.
Henry Essex Edgeworth, l’Abbé Edgeworth de Firmont, né en 1745 à Edgeworthstown dans le comté de Longford en Irlande et mort le 22 mai 1807 à Mittau (actuellement en Lettonie), est un prêtre catholique et le dernier confesseur du roi de France Louis XVI.

## Biographie
Né en 1745 à Edgeworthtown en Irlande, il est le fils d’un pasteur converti au catholicisme réfugié en France. Il fait ses études au collège des jésuites de Toulouse puis entre au séminaire des Missions étrangères à Paris. Après son ordination, il devient grand vicaire  du diocèse de Paris. Sur le conseil du père Martin Hody, il devient chapelain et directeur spirituel de Madame Élisabeth le 17 mars 1791. 
Il quitte Paris au moment des massacres de Septembre 1792, mais y revient en tant que vicaire général de l’archevêque Mgr Antoine-Éléonor-Léon Leclerc de Juigné qui avait refusé la Constitution civile du clergé. 
Il est recommandé par Madame Élisabeth au roi qui désirait comme confesseur un prêtre non assermenté, ce qui ne peut se réaliser immédiatement. En effet, la famille royale restera privée d'accès aux sacrements durant toute sa captivité au Temple. 

### Au Temple

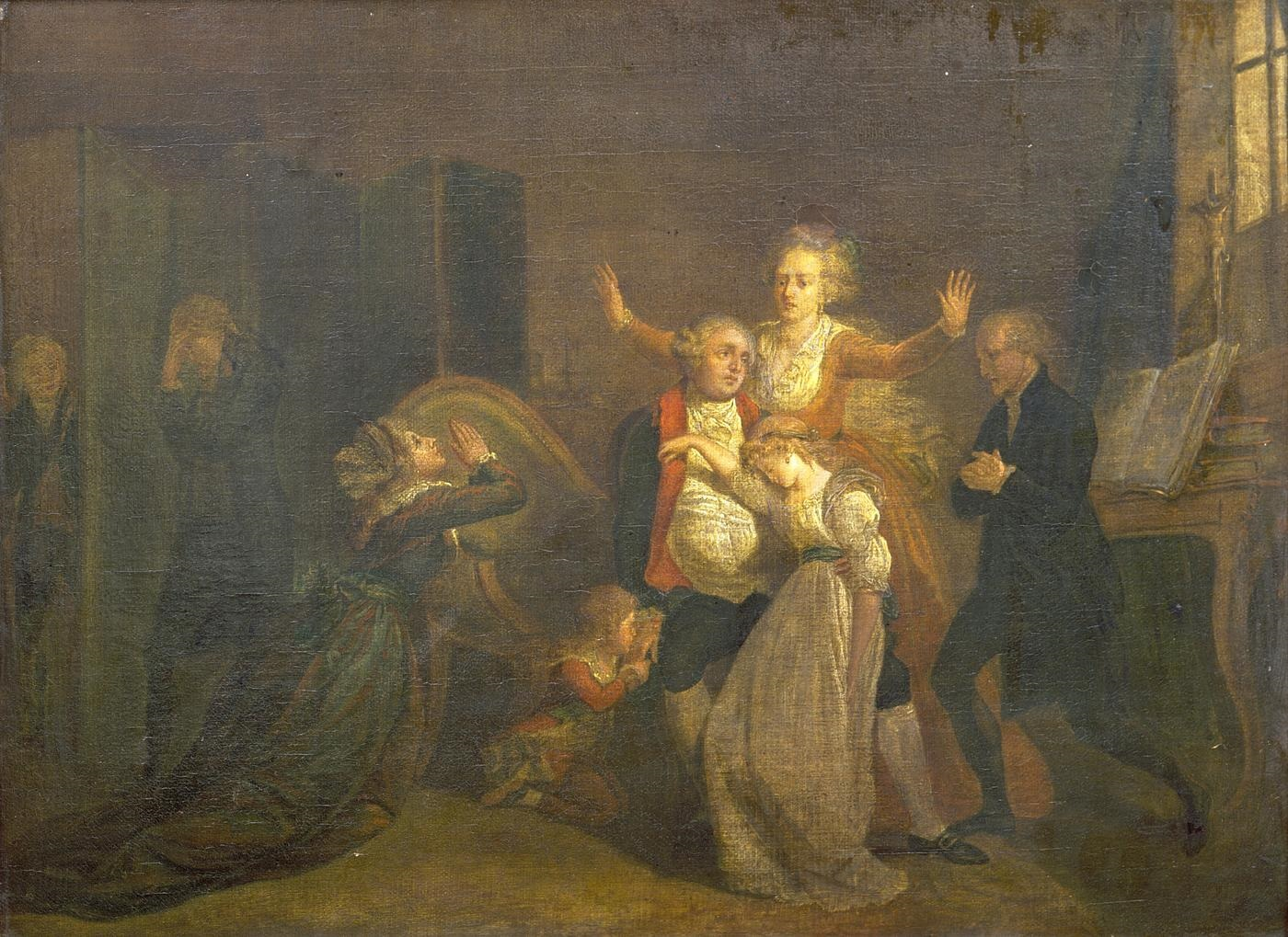
Charles Benazech, Adieux de Louis XVI à sa famille, le 20 janvier 1793, 1793, en présence de l'abbé Edgeworth

Le dimanche 20 janvier 1793, vers deux heures de l'après-midi, arrive au Temple la délégation, conduite par le ministre de la Justice Dominique Joseph Garat, chargée de signifier au roi l'arrêt de la Convention qui le condamne à la peine de mort "exécutable dans les vingt-quatre heures de sa notification". Le roi «pria Garat de remettre à la Convention une lettre dont il donna lecture. Il y sollicitait un délai de trois jours afin de se préparer à paraître devant Dieu et de voir librement une personne dont il indiquait le nom (...).» Au moment où Garat prend congé, Louis lui communique les coordonnées du prêtre qu'il souhaitait voir : « M. Edgeworth de Firmont, n°483 Rue du Bac ». L'immeuble est encore aujourd'hui la Maison des Missions étrangères de Paris, 128 rue du Bac.
Vers 18 heures, le ministre Garat revient avec les réponses de la Convention aux demandes du roi. Le délai de trois jours est refusé, mais le ministre amène avec lui l'abbé Edgeworth de Firmont. Après avoir été soigneusement fouillé par les officiers municipaux, sondant même sa tabatière pour vérifier qu'elle ne contient pas de poison, l'abbé est admis en présence du roi avec lequel il a un premier entretien dans le cabinet de la tourelle, d'où les gardes ne pouvaient entendre. L'entretien  est interrompu vers 20 heures par l'arrivée de la famille royale. Ce qui répond à une des autres demandes du roi : pouvoir s'entretenir - sans témoins - avec ses proches dont il a été séparé depuis plusieurs semaines.

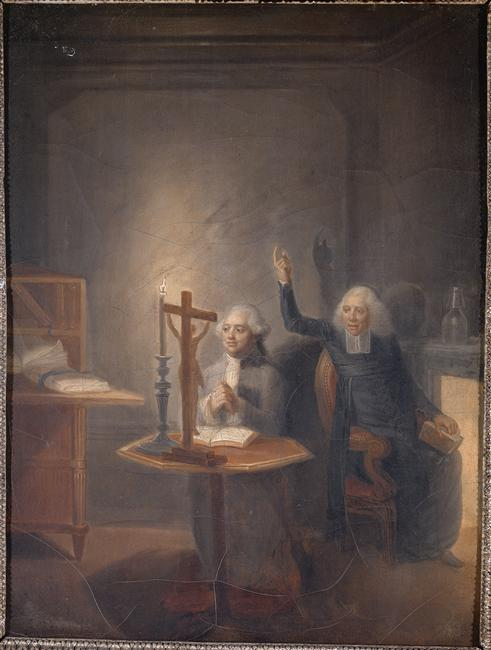
La confession de Louis XVI par l'abbé Edgeworth, le 21 janvier 1793, tableau de Jean-Jacques Hauer.

Après les adieux déchirants du roi avec la reine Marie-Antoinette, leurs deux enfants - Madame Royale et le dauphin, qui sera dans quelques heures Louis XVII - et Madame Elisabeth, l'abbé parvient à convaincre les municipaux de le laisser célébrer la messe pour le roi le lendemain, à la seule condition que tout soit terminé avant 7 heures du matin. Ce qui nécessite d'aller, à cette heure tardive, chercher dans une paroisse proche les objets du culte et tout ce qui sera nécessaire pour la célébration. Pendant ce temps, le prêtre reçoit la confession du roi. Ils poursuivent ensuite leur conversation jusqu'à deux heures du matin. Ensuite le roi, son confesseur et le domestique Cléry s'installent, tant bien que mal, pour dormir quelques heures.
Dès cinq heures du matin, Cléry entame les derniers préparatifs en rallumant le feu. Il aide le roi à s'habiller et improvise un autel en recouvrant la commode d'une nappe. Pendant ce temps, l'abbé avait revêtu les ornements liturgiques et la messe put commencer à six heures. «Le condamné à mort entendit l'office à genoux et reçut la communion avec le plus grand recueillement. C'était la fête de Sainte Agnès, vierge et martyre.»
Sur les instances de l'abbé, le roi accepte de ne plus revoir une dernière fois sa famille «pour la laisser vivre d'espérance quelques moments de plus». Il monte avec l'abbé, dans la voiture fournie par le maire de Paris, Nicolas Chambon, où les attendent déjà l'officier et le sous-officier de gendarmerie préposés à la surveillance rapprochée. Tout au long de la route, le condamné lisait avec calme les prières des agonisants et récitait, alternativement avec l'abbé, des psaumes tirés du bréviaire.

### À l'échafaud

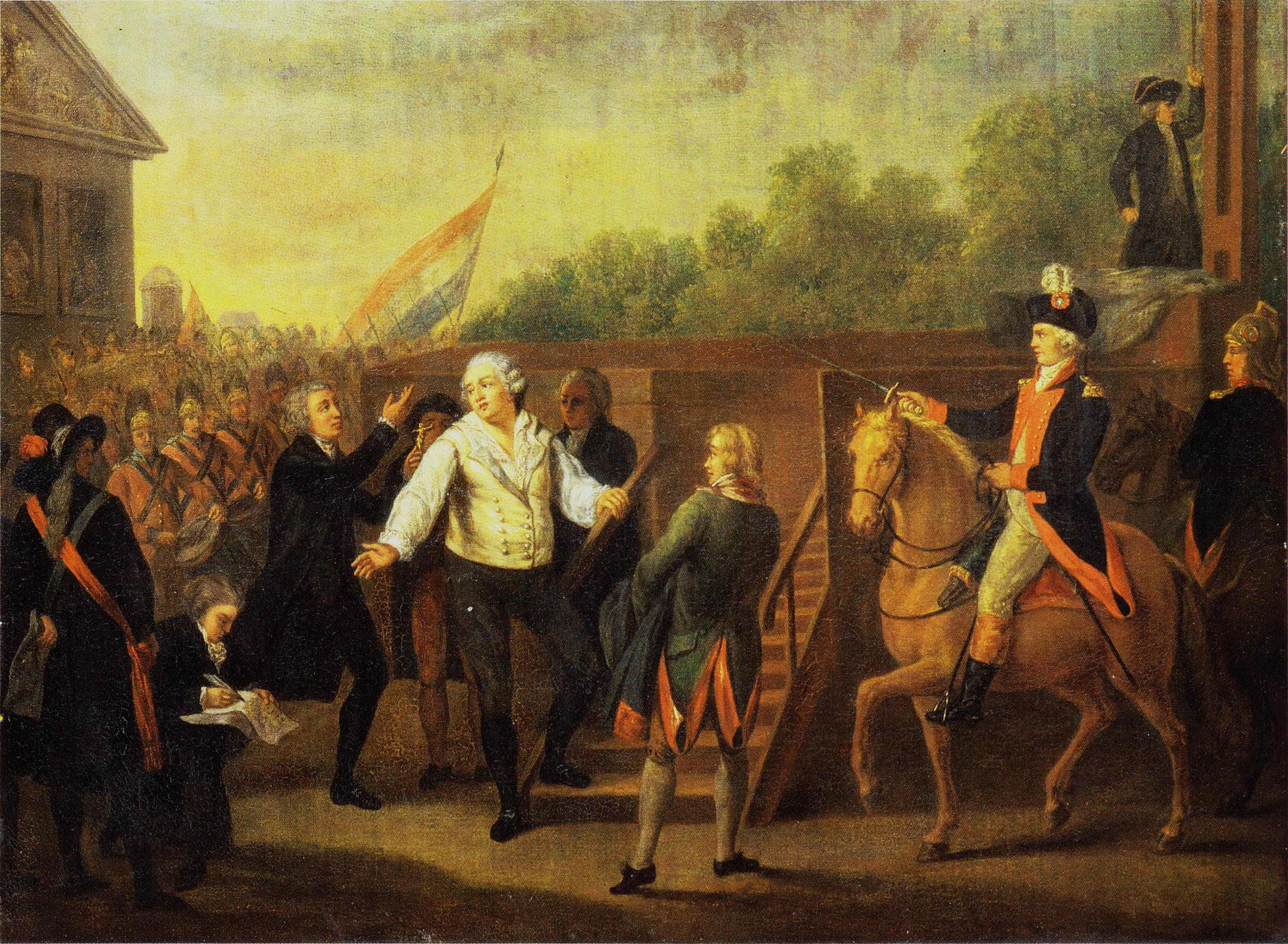
Louis XVI et l'Abbé Edgeworth de Firmont au pied de l'échafaud, le 21 janvier 1793, tableau de Charles Benazech

Alors que le condamné se débattait entre les mains des aides de l'exécuteur des arrêts criminels, Charles-Henri Sanson, l'abbé recommande au roi de se laisser lier les mains, par ces mots : « Sire, dans ce nouvel outrage je ne vois qu'un trait de ressemblance entre Votre Majesté et le Dieu qui sera sa récompense. » Le roi accepte encore de se laisser couper les cheveux sur la nuque. On prête aussi à l’abbé Edgeworth une autre apostrophe célèbre : « Fils de Saint Louis, montez au ciel ! » Ce n'est pas certain qu'il l'ait prononcée car il n'en eut aucun souvenir. L'échafaud était à deux mètres du sol et l'escalier, fort raide. Le confesseur aida le roi à monter les premières marches, rendues glissantes par l'humidité.  
«L'abbé Edgeworth descendit de la plate-forme, fendit la foule qui s'ouvrit sans résistance et alla rendre compte de tout à Malesherbes qui l'attendait chez sa sœur, Mme de Sénozan, rue Saint-Honoré» . Selon le témoignage directe recueilli auprès de l'intéressé, par Pauline de Lézardière, "Monsieur Edgewoth ayant vu tomber la tête de son roi, passa au milieu des régicides qui, au premier moment, épouvantés de leur crime ne voyaient rien. Confondu ensuite dans les masses d'un peuple éperdu, on ne l'y remarqua pas (...)". Il se refugie le soir même dans la maison de la famille de Lézardière où il reste caché jusqu'en 1796.   
Sa présence à l'échafaud sera immortalisée ensuite par Charles Benazech dans son Louis XVI au pied de l'échafaud le 21 janvier 1793.

### En émigration

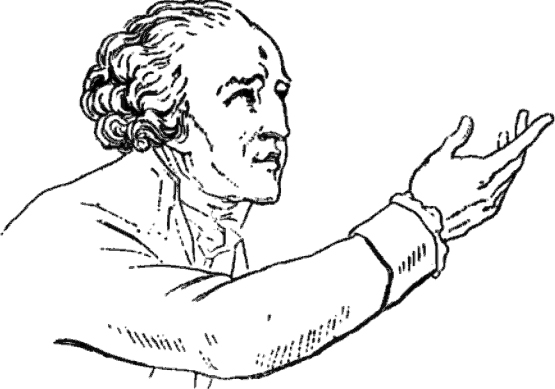
Edgeworth de Firmont (d'après un dessin de 1795).

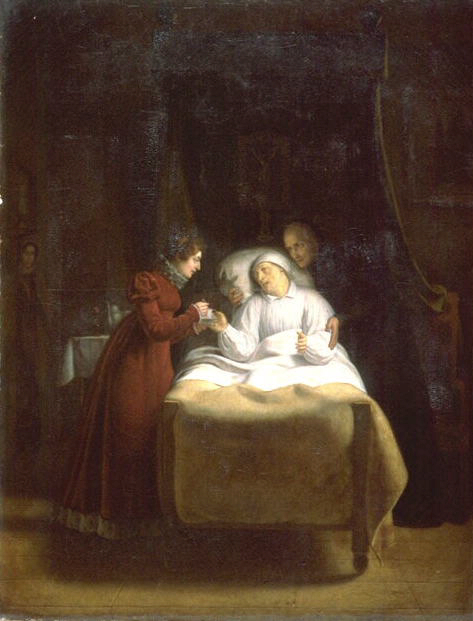
La Duchesse d'Angoulême au lit de mort de l'abbé Edgeworth en 1807, tableau de Alexandre Menjaud, vers 1817

Il rejoint l'Angleterre grâce au comte Henri de Marguerie et rejoint le comte d’Artois, futur Charles X, réfugié à Édimbourg, emportant avec lui le dernier message d'Élisabeth à son frère.
Edgeworth de Firmont devient chapelain de Louis XVIII et il bénit le mariage entre Marie-Thérèse de France et le duc d’Angoulême le 9 juin 1799 au château de Mittau.
Lorsqu’il meurt le 22 mai 1807 à Mittau d’une fièvre contractée alors qu’il prêtait son ministère à des prisonniers français, Louis XVIII compose lui-même son épitaphe :

« Ici repose le Très Révérend Henry Essex Edgeworth de Firmont, prêtre de la sainte Église de Dieu, vicaire général du diocèse de Paris, qui suivant les pas du Rédempteur, fut l’œil de l’aveugle, le bâton du boiteux, le père des pauvres, le consolateur des affligés, lorsque Louis XVI fut condamné à mort par des sujets impies et rebelles.

Il soutint le martyr résolu dans son dernier combat et lui montra les cieux ouverts, arraché au bras des régicides par la protection admirable de Dieu.

Il s’attacha volontiers volontairement à Louis XVIII lorsque celui-ci désira ses services. A lui, à sa royale famille et à sa fidèle suite, il se montra en l’espace de dix ans un exemple de vertu et un réconfort dans l’infortune.

Chassé de royaume en royaume par les calamités de l’époque, il passa en faisant le bien, toujours semblable à Celui qui possédait toute sa dévotion.

Rayonnant du bien qu’il avait fait, il mourut le vingt-deuxième jour de mai de l’an de grâce 1807 à l’âge de 62 ans. Qu’il repose en paix ! »

La tombe de l'abbé se trouvait dans le cimetière catholique de Mittau et existait encore avant la Seconde Guerre mondiale. D'après la conservatrice du petit musée se trouvant dans le palais de Jelgava, le cimetière catholique a été rasé à l'époque soviétique et tout souvenir de l’abbé Edgeworth a donc disparu.
L'abbé Edgeworth de Firmont a laissé des Mémoires, Paris, 1816, «rédigés certes dans un but apologétique à la demande de Louis XVIII, mais il n'y a pas de raisons de les mettre en doute, (...). A cela s'ajoute la réputation de grande honnêteté du prêtre irlandais»;  et des Lettres, traduites par Élisabeth de Bow, 1818.